# AN-M69
Die AN-M69 war eine US-amerikanische Napalm-Streumunition, die während des Zweiten Weltkrieges produziert und eingesetzt wurde.

## Entwicklung
Im Oktober 1941 bekam die Standard Oil Company von der U.S. Regierung den Auftrag, eine neue Brandbombe zu entwickeln. Da in den USA zu dieser Zeit Aluminiumknappheit herrschte, sollte die neue Brandbombe keine oder nur wenige Aluminiumteile enthalten. Als Brandmasse sollte gelierter Treibstoff zum Einsatz kommen. Zusammen mit dem Research Defense Council wurde daraufhin die AN-M69 entwickelt. Im Gegensatz zur geometrisch ähnlich aufgebauten Thermit-Brandbombe AN-M50 enthielt die AN-M69 nur sehr wenige Aluminiumteile.
Im Jahr 1943 arbeitete das Committee of Operational Analysis (COA) an der Zielplanung für Bombenangriffe auf die japanischen Hauptinseln. Das Komitee kam zum Schluss, dass japanische Wohnhäuser größtenteils aus Holz und anderen brennbaren Materialien bestanden. Ebenso wurde auch bei Industriebauten vielfach Holz als Baustoff verwendet. Demzufolge war bei einem Einsatz von Brandbomben das größte Schadenspotenzial zu erwarten. Daraufhin wurde im Juni 1944 das Joint Incendiary Committee gegründet. Dieses untersuchte, wie die urbanen Gebiete auf den japanischen Hauptinseln am effektivsten mit Brandbomben niederzubrennen waren. Das Komitee empfahl den großflächigen Einsatz von kleinen Brandbomben mit Thermit oder Flüssigbrennstoff. Als Lösung wurde dem Komitee von der Standard Oil Company die AN-M69 Bombe präsentiert. Bereits seit Ende 1943 wurde auf dem Testgelände Dugway Proving Ground in Utah ein Dorf aus japanischen Wohngebäuden nachgebaut. Dieses Dorf erhielt den Namen Little Tokyo. An den Gebäuden wurden verschiedene Typen Brandbomben getestet. Die besten Resultate wurden mit der AN-M69 Bombe erzielt. Diese Bomben konnten ein Holzgebäude innerhalb von drei Minuten in Brand setzen und dieses innerhalb von 15 bis 20 Minuten niederbrennen. Unmittelbar nach diesen Tests wurden zu weiteren Tests die ersten Chargen AN-M69-Bomben an verschiedene Einheiten der U.S. Army Air Forces ausgeliefert. So flog die Twelfth Air Force im Jahr 1943 Testeinsätze gegen Nachschublager in Italien. Die Seventh Air Force bombardierte im Februar/März 1943 Ziele auf Pohnpei (Mikronesien) mit AN-M69-Bomben. Die Fourteenth Air Force bombardierte im Oktober 1944 die Stadt Changsha in der Republik China mit den neuen Brandbomben. Die umfangreichsten Tests wurden vom XXth Bomber Command gegen Ziele in den japanisch besetzten Teilen der Republik China und Japan geflogen. Der größte Testeinsatz dieser Einheit wurde am 18. Dezember 1944 durchgeführt. An diesem Tag warfen 84 Bomber vom Typ B-29 Superfortress 500 Tonnen AN-M69 Bomben auf japanische Nachschublager in der Stadt Hankou (heute Wuhan) in China ab. Große Teile der Stadt brannten nach dem Angriff drei Tage lang. Gleichzeitig mit diesen Testeinsätzen begann man für die Bombereinsätze gegen die japanischen Hauptinseln 20 Millionen AN-M69-Bomben bereitzustellen.

## Technik

### Bomben

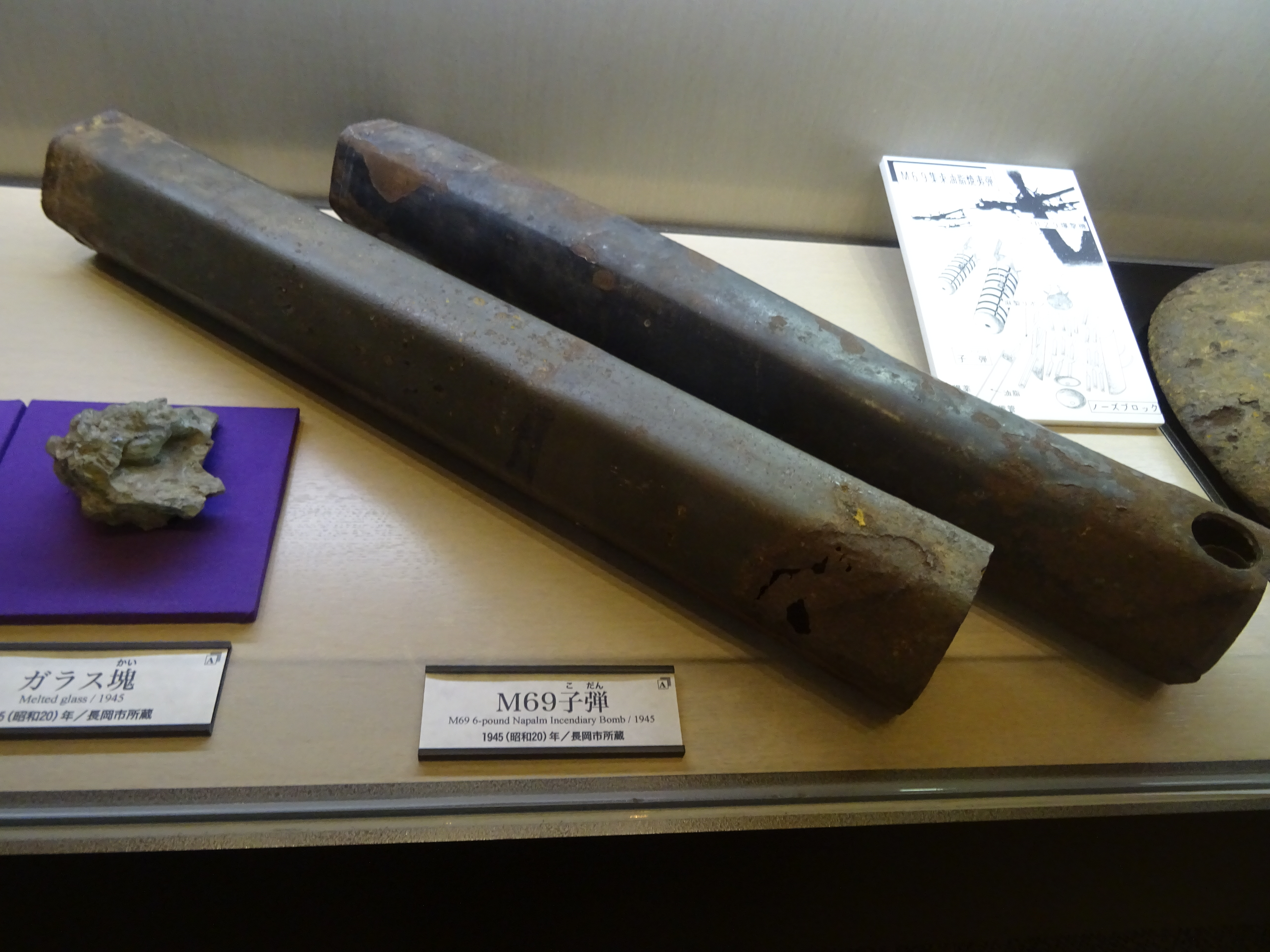
AN-M69-Bombenhüllen in einem Museum in Nagaoka

Die Bombe hatte eine längliche Rumpfform mit einem sechseckigen Querschnitt und keine Stabilisierungsflügel. Der Bombenkörper bestand aus Stahl und hatte eine graue Grundfarbe. Ein violetter Streifen kennzeichnete die AN-M69 als Brandbombe. Die Bombe war 0,495 m lang, hatte einen Durchmesser von 73 mm und wog 2,81 kg. Im Rumpfkopf befand sich der M1-Verzögerungszünder. Unmittelbar dahinter befand sich eine Ladung Schießpulver. Dahinter befand sich eine Füllung aus 1,18 kg Napalm. Testweise wurde auch die Brandmischung vom Typ IM verwendet, welche aus Benzin, Butylmethacrylat, Stearinsäure und Calciumoxid bestand. Die Brandmischung befand sich in einem baumwollenen Mulltuch in der Bombe. Im Rumpfheck war ein Paket mit 91 cm langen Stoffbändern untergebracht. Diese dienten zur Stabilisierung der Bombe im Fall. Die Bomben wurden für den Abwurf in Streubehälter und Streubomben gepackt. Am meisten kam die Streubombe vom Typ M19 (E46) zum Einsatz. Diese war mit 38 AN-M69 Bomben beladen und wog 159 kg. Nach dem Abwurf der Streubombe folgte diese einer ballistischen Kurve. In einer Höhe von rund 610 m (2.000 Fuß) wurden die Sprengringe und dadurch die Bombenbeplankung weggesprengt. Die AN-M69 Bomben verteilten sich nun nach dem Gießkannenprinzip über der Zielfläche. Die Bombenhülle der AN-M69 war so konstruiert, dass die Bombe Dachziegel und Betonplatten bis zu einer Stärke von 76 mm durchdringen konnte. Zwischen 3 und 5 Sekunden nach Einschlag detonierte der M1-Zünder und das Schießpulver im Rumpfkopf der Bombe. Durch den Druck wurde der gelförmige Brandstoff aus dem Rumpfheck herausgeschleudert. Der Druck reichte aus, um das brennende Napalm bis zu 30 m weit zu verspritzen. Das Napalm brannte 4 bis 5 Minuten bei rund 800 °C. Es entstanden die folgenden Ausführungen der AN-M69-Bombe:
- AN-M69: Initialversion mit einer Füllung von 1,18 kg Napalm. Gesamtgewicht 2,8 kg.
- AN-M69A1: Wie Ausführung AN-M69 aber mit M2-Zeitzünder.
- AN-M69WP: Mit einer Füllung von 1,0 kg Napalm und 0,18 kg Weißer Phosphor.
- AN-M69X: Mit einer Füllung von 0,91 kg Napalm sowie einer Splitterladung mit 130 g Tetryl, welche 300–400 Splitter erzeugte. Detonation durch Zeitzünder mit 1,5–6 Minuten Verzögerung. Gesamtgewicht 3,2 kg.

### Streubomben
Die AN-M69 wurden als Bündel in Streubehältern und Streubomben montiert. Diese waren im Querschnitt kreisförmig oder sechseckig. Dadurch konnten sie als Bündel mit unterschiedlicher Bestückung und Gewicht zusammengestellt werden. Der Bomber B-29 Superfortress war normalerweise mit 40 M19-Streubomben bestückt. Die B-29 konnte maximal 56 M19-Streubomben transportieren. Somit konnte ein einzelner Bomber dieses Typs 2.128 AN-M69-Bomben zum Einsatz bringen. Ein so beladener Bomber war theoretisch in der Lage, eine Fläche von über 64.700 m² in Brand zu setzen. Bekannte Streubomben und Behälter für die AN-M69 waren:
- AN-M12: mit M4-Adapter mit 14 × AN-M69, Gewicht 48 kg
- AN-M13: mit M7-Adapter mit 60 × AN-M69, Gewicht 227 kg
- M18: (E28) mit E6R2-Adapter mit 38 × AN-M69, Gewicht 159 kg
- M19: (E46) mit M23/E23-Adapter mit 38 × AN-M69, Gewicht 192 kg
- M21: (E74) mit M23-Adapter mit 38 × AN-M69X, Gewicht 192 kg
- E18: mit 45 × AN-M69, Gewicht 193 kg (nur Kleinserie)
- E36: mit E21-Adapter mit 38 × AN-M69, Gewicht 159 kg

## Einsatz
Am 4. Februar 1945 erfolgte der erste großangelegte Einsatz mit diesem Bombentyp. Ziel war die auf den japanischen Hauptinseln liegende Stadt Kōbe. Von den 110 gestarteten B-29 Superfortress-Bomber warfen 69 ihre Bombenlast über der Stadt ab. Jeder Bomber war mit 3.098 kg AN-M69-Bomben beladen. Bei diesem Angriff wurden 0,25 km² Industrie- und Wohngebiet zerstört. Danach kam die AN-M69 bei den verheerenden Angriffen auf Osaka, Kōbe, Yokohama, Tokio, Kawasaki, Nagoya sowie weiteren Städten zum Einsatz. Zwischen Januar und Juni 1945 wurden über 22.716 Tonnen AN-M69 auf japanische Städte abgeworfen. Alleine über Tokio wurden in dieser Zeitspanne über 10.050 Tonnen Bomben dieses Typs abgeworfen. Insgesamt wurden während des Zweiten Weltkriegs über 36.287 Tonnen AN-M69-Bomben auf Japan abgeworfen. Bei den Angriffen auf die japanischen Städte wurden neben der AN-M69 auch Streu-Brandbomben vom Typ AN-M50, AN-M54 und AN-M74 verwendet. Diese Angriffe verursachten enorme Verluste unter der Zivilbevölkerung und große Teile der Stadtgebiete wurden ein Raub der Flammen. Die AN-M69-Bomben machten 53 % der Gesamtbombenlast aus, die auf japanische Städte abgeworfen wurde.
Nach dem Zweiten Weltkrieg kam die AN-M69-Bombe während des Koreakrieges zum Einsatz. Wiederum wurde empfohlen, die Bevölkerungszentren von Nordkorea mit kleinen Brandbomben zu bombardieren. So wurden die Städte Pjöngjang, Hoeryong, Hŭngnam, Hamhŭng, Chongsong, Chinbo, Kusu-dong und Sinŭiju mehrfach mit Streu-Brandbomben vom Typ AN-M69, AN-M50, AN-M54 und AN-M74 bombardiert. Auch diese Einsätze forderten enorme Verluste unter der Zivilbevölkerung. Zum Teil wurden ganze Städte durch die entfachten Großfeuer bis auf die Grundmauern niedergebrannt. Während des Koreakrieges wurden die Bestände der AN-M69-Bomben aufgebraucht, so dass fortan andere Brandbombentypen zum Einsatz kamen.